# 13 Blues for Thirteen Moons
 (avril 2025).
Albums de A Silver Mt. Zion
Horses in the Sky Kollaps Tradixionales
13 Blues for Thirteen Moons est le cinquième album du groupe canadien A Silver Mt. Zion sorti en mars 2008 par le label Constellation Records.

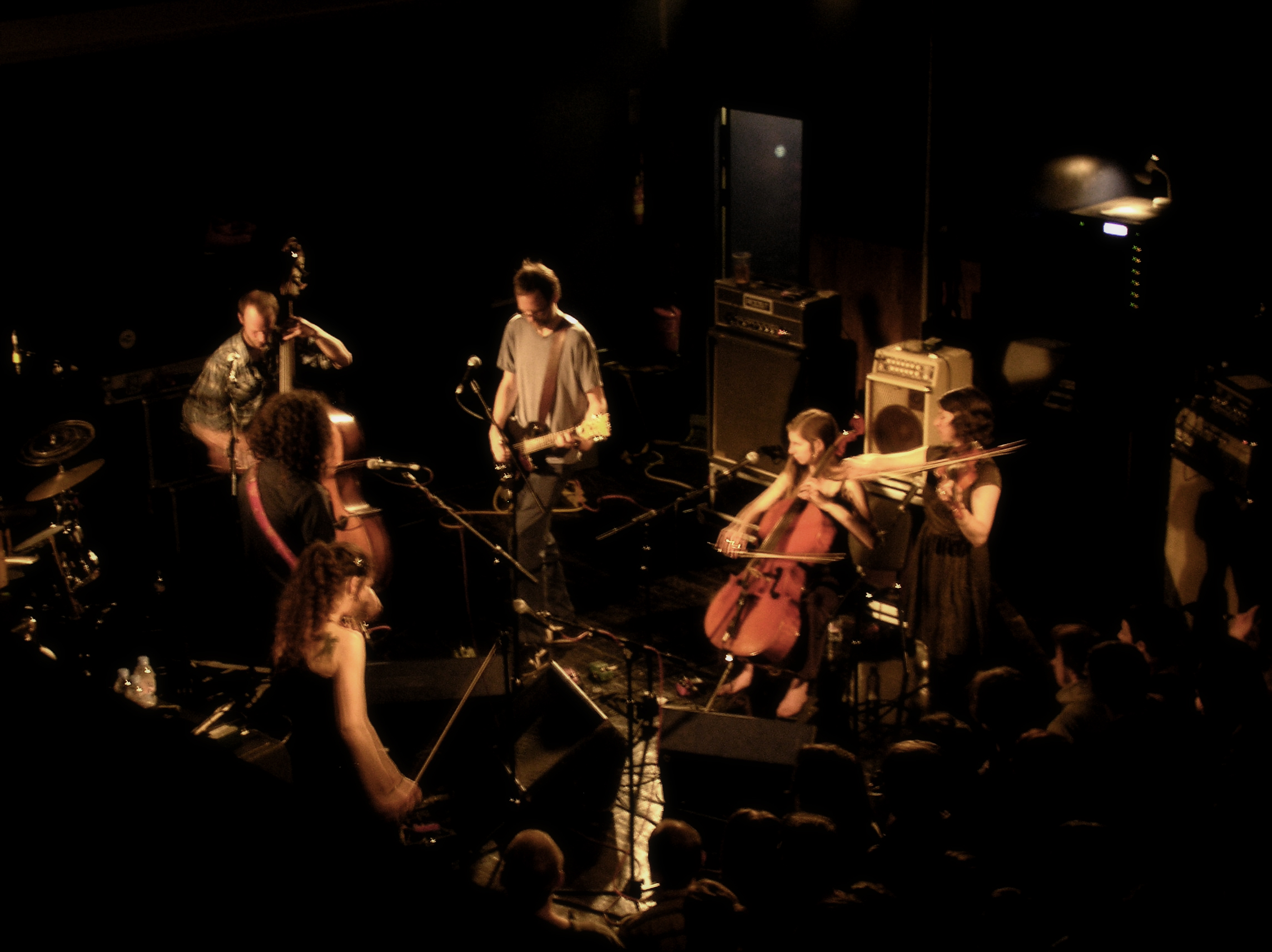

La musique du groupe (deux guitares, deux violons, un violoncelle, une contrebasse et une batterie) est devenue plus lourde, plus puissante, et pleine de larmes. Sur cet album, les riffs de guitare sont mis en avant bien plus qu'à l'accoutumée. Accompagnés par le nouveau batteur Eric Craven (Ex-HangedUp), le groupe a travaillé un son résolument punk, féroce et sinueux, ponctué de touches de douceur. Le groupe n'a jamais sonné aussi rock, et n'a jamais semblé aussi déterminé et désespéré. Les fans seront sans doute plus en phase avec ce nouvel album[réf. nécessaire], là où les performances live du groupe depuis deux ans paraissaient de plus en plus décalées par rapport à leurs précédents albums.
L'album a été enregistré dans le studio de Montréal Hotel2Tango, fraîchement rénové.

## Titres
1. « 1,000,000 died to make this sound » – 14:42
2. « 13 blues for thirteen moons » – 16:45
3. « Black water blowed / Engine broke blues » – 13:05
4. « BlindBlindBlind » – 13:17